# Pseudoinonotus dryadeus
Pseudoinonotus dryadeus es una especie de hongo de la familia Hymenochaetaceae.

## Sinonimia
Inonotus dryadeus (Pers.) Murrill2

## Clasificación y descripción de la especie
Basidioma anual, pileado-sésil, dimitado en forma de repisa, solitario a imbricado, de consistencia esponjosa en fresco, de 50-230 x 50-130 x 40-55 mm. Píleo de color café oscuro hacia el centro y amarillo pálido ocre hacia el borde, tomentoso a zonado, con tubérculos en toda la superficie ya que en fresco el basidioma secreta gotas de líquido color ámbar, cubierto por una costra café oscura en ejemplares maduros. Margen estéril y redondeado. Himenio con poros angulares de color café claro a café, de 5-6 poros por mm, en ejemplares maduros crece frecuentemente sobre ellos una capa de micelio blanquecina. Tubos hasta 10 mm de largo, quebradizos, de color café oscuro. Contexto hasta 40 mm de grosor, zonado, el cual se desmenuza fácilmente, de color café cocoa, con una línea café oscura hacia la superficie del píleo. Esporas hialinas, subglobosas, dextrinoides, de 6.5-8 × 7-8 µm.

## Distribución de la especie
Esta especie se desarrolla en México, en los estados de Baja California, Durango, estado de México, Guerrero, Morelos, Nuevo León, Querétaro, Veracruz y la Ciudad de México. También se encuentra en Estados Unidos, Uruguay, Canadá, Europa y Asia.

## Ambiente terrestre
Crece sobre el tronco de encinos (Quercus) spp., causando pudrición y afectando las raíces.

## Estado de conservación
Se conoce muy poco de la biología y hábitos de los hongos, por eso la mayoría de ellos no se han evaluado para conocer su estatus de riesgo (Norma Oficial Mexicana 059).